# NGC 16
NGC 16 (другие обозначения — UGC 80, MCG 4-1-32, ZWG 477.61, ZWG 478.33, PGC 660) — линзообразная галактика в созвездии Пегаса.
Этот объект входит в число перечисленных в оригинальной редакции «Нового общего каталога».
Галактика была открыта английским астрономом Уильямом Гершелем 8 сентября 1784.
Объект наблюдается с земли как достаточно яркий, круглый, малого размера. Для наблюдения будет достаточен 6-дюймовый телескоп.
У галактики имеется небольшая перемычка, ориентированная перпендикулярно большой оси диска. В 500 кпк от галактики наблюдается слабый (на 4 звёздные величины более тусклый) компаньон позднего типа. Поскольку масса компаньона на два порядка величины меньше, галактику можно считать изолированной, не подверженной приливным воздействиям с его стороны. Кривая вращения NGC 16 испытывает твердотельный рост до 10 секунд дуги от центра, где выходит на плато. У диска наблюдается довольно высокая динамическая «температура», распределение скоростей звёзд в нём проявляет дисперсию более 100 км/с. Возраст звёздной компоненты промежуточный, без значимой разницы между балджем и диском.